# 자연수 분할

수론에서 자연수 분할(自然數分割, 영어: integer partition)은 어떤 자연수를 양의 정수들의 합으로 나타내는 방법이다.

## 정의
자연수 {\displaystyle n\in \mathbb {N} }의 분할 {\displaystyle \{n_{1},\dots ,n_{k}\}}은 다음을 만족시키는, 양의 정수들의 중복집합이다.
{\displaystyle n_{1}+\cdots +n_{k}=n}
분할은 페러스 그림으로 나타낼 수 있다. 이 경우 각 가로의 길이는 분할의 각 원소의 크기에 대응한다.
분할수(分割數, 영어: partition number) {\displaystyle p(n)}는 {\displaystyle n}의 분할들의 수이다. 분할수의 값들은 다음과 같다 ({\displaystyle n=0,1,2,\dots }).
1, 1, 2, 3, 5, 7, 11, 15, 22, 30, 42, … (OEIS의 수열 A000041)
{\displaystyle q(n)}은 {\displaystyle n}의 분할들 가운데, 원소가 중복되지 않는 것들의 수이다. 이는 다음과 같다 ({\displaystyle n=0,1,2,\dots }).
1, 1, 1, 2, 2, 3, 4, 5, 6, 8, 10, … (OEIS의 수열 A000009)

## 성질

### 생성 함수
분할수의 생성함수는 다음과 같다.
{\displaystyle \sum _{n=0}^{\infty }p(n)x^{n}=\prod _{n=1}^{\infty }(1-x^{n})^{-1}={\frac {\exp(\pi i\tau /12)}{\eta (\tau )}}}
{\displaystyle \sum _{n=0}^{\infty }q(n)x^{n}=\prod _{n=1}^{\infty }(1+x^{n})=\exp(-\pi i\tau /12){\frac {\eta (2\tau )}{\eta (\tau )}}}
여기서 {\displaystyle \eta (\tau )}는 데데킨트 에타 함수이며, {\displaystyle x=\exp(2\pi i\tau )}이다.

### 점근 공식
매우 큰 {\displaystyle n}에 대하여, 분할수 {\displaystyle p(n)}은 다음과 같은 점근 공식을 따른다. 이는 고드프리 해럴드 하디와 스리니바사 라마누잔이 1918년 하디-리틀우드 원 방법으로 유도하였고, 1942년에 에르되시 팔이 기초적인 기법만으로 재증명하였다.
{\displaystyle p(n)\sim {\frac {1}{4n{\sqrt {3}}}}\exp \left(\pi {\sqrt {\frac {2n}{3}}}\right)}
마찬가지로, {\displaystyle q(n)}은 다음과 같은 점근 공식을 따른다.
{\displaystyle q(n)\sim {\frac {1}{4{\sqrt[{4}]{3n^{3}}}}}\exp \left(\pi {\sqrt {n/3}}\right)}

### 켤레 분할
자연수 {\displaystyle n}의 분할 {\displaystyle \{n_{1},\dots ,n_{k}\}}의 켤레 분할(-分割, 영어: conjugate partition) {\displaystyle \{m_{1},\dots ,m_{l}\}}은 페러스 그림의 각 세로의 길이로 구성된 새로운 {\displaystyle n}의 분할이다. 즉, 페러스 그림의 가로와 세로를 전치하여 얻는 분할이다. 구체적으로는 다음과 같다.
{\displaystyle l=\max\{n_{1},\dots ,n_{k}\}}
{\displaystyle m_{i}=|\{j=1,\dots ,k\colon n_{j}\geq i\}|}
각 원소가 {\displaystyle m} 이하인 {\displaystyle n}의 분할과 원소의 개수가 {\displaystyle m} 이하인 {\displaystyle n}의 분할은 켤레 분할을 통해 일대일 대응한다. 따라서 각 원소가 {\displaystyle m} 이하인 {\displaystyle n}의 분할의 수는 원소의 개수가 {\displaystyle m} 이하인 {\displaystyle n}의 분할의 수와 같다. 마찬가지로 가장 큰 원소가 {\displaystyle m}인 {\displaystyle n}의 분할의 수는 원소의 개수가 정확히 {\displaystyle m}인 분할의 수와 같다.:331, Theorem 13.1.10

## 예
양의 정수 3을 생각해 보자.
3=3
3=2+1
3=1+1+1
으로 총 세 가지의 경우가 있으므로,
3의 분할수는 {\displaystyle p(3)=3}, {\displaystyle q(3)=2}가 된다.
4일 때는,
4=4
4=3+1
4=2+2
4=2+1+1
4=1+1+1+1
총 다섯 가지이므로, 4의 분할수는 {\displaystyle p(4)=5}, {\displaystyle q(4)=2}이 된다.

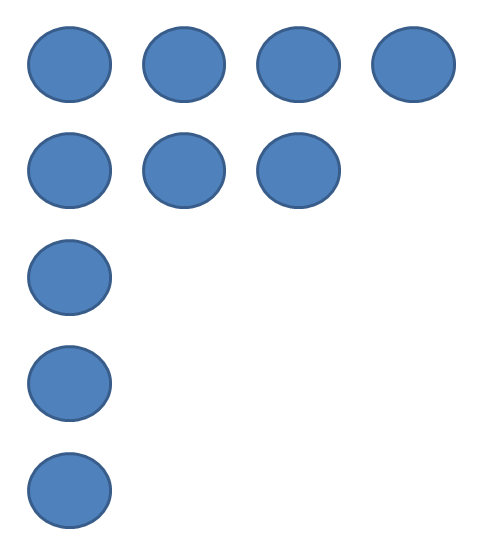
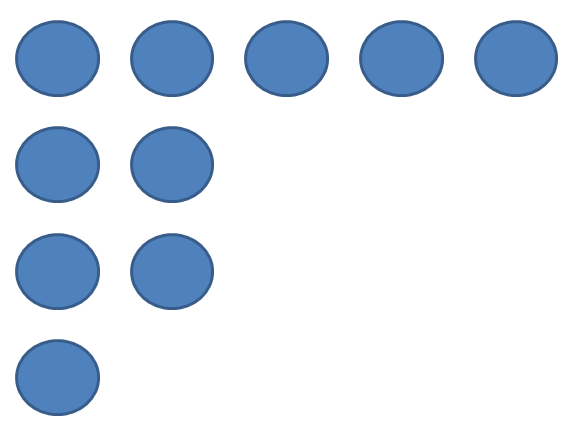

- 분할 10=4+3+1+1+1의 페러스 그림
- 분할 10=5+2+2+1의 페러스 그림

10의 분할 {\displaystyle \{4,3,1,1,1\}}의 켤레 분할은 {\displaystyle \{5,2,2,1\}}이 된다.

## 같이 보기
- 인수분해
- 소인수분해
- 집합의 분할
- 12정도
- 뉴턴 항등식